# Trust (singel Ayumi Hamasaki)
Trust – trzeci singel Ayumi Hamasaki, wydany przez wytwórnię Avex trax, 5 sierpnia 1998 r. oraz wydany ponownie 28 lutego 2001. Singel był w najlepszej dziesiątce rankingu Oricon.

## Lista utworów

### CD (1998)
| Nr | Tytuł                      | Muzyka         | Aranżacja                      | Czas |
| -- | -------------------------- | -------------- | ------------------------------ | ---- |
| 1. | "Trust"                    | Takashi Kimura | Akimitsu Homma, Takashi Kimura | 4:49 |
| 2. | "Trust" (acoustic version) |                | Akimitsu Homma                 | 4:49 |
| 3. | "Trust" (instrumental)     |                |                                | 4:48 |

### CD (2001)
| Nr | Tytuł                                 | Czas |
| -- | ------------------------------------- | ---- |
| 1. | "Trust (Original Mix)"                | 4:49 |
| 2. | "Trust (Acoustic Version)"            | 4:49 |
| 3. | "POWDER SNOW (DEE MIX)"               | 4:12 |
| 4. | "Trust (DJ SOMA GROW SOUND MIX)"      | 5:54 |
| 5. | "Trust (EDDY YAMAMOTO CLUB MIX)"      | 4:50 |
| 6. | "Trust (GROOVE THAT SOUL MIX)"        | 5:31 |
| 7. | "Trust (Original Mix -Instrumental-)" | 4:48 |

## Wystąpienia na żywo
- 7 sierpnia 1998 – Music Station – "Trust"
- 10 sierpnia 1998 – Hey! Hey! Hey! – "Trust"
- 25 sierpnia 1998 – Utaban – "Trust"
- 5 września 1998 – Pop Jam – "Trust"
- 21 listopada 1998 – All Japan Request Awards – "Trust"
- 4 grudnia 1998 – Japan Cable Awards – "Trust"